# Бойова живучість (літальних апаратів)
Бойова живучість (БЖ) — здатність літального апарата (ЛА) виконувати поставлене бойове завдання в умовах вогняної протидії супротивника. Є антиподом уразливості і досягається використанням живучих при бойових ушкодженнях елементів конструкції, систем і агрегатів, дублюванням і резервуванням життєво важливих систем, використанням екрануючих властивостей конструкції, апаратури і палива, забезпечення вибухо- і пожежобезпеки ЛА, зниженням втрат палива з пробоїн, захистом екіпажу і найважливіших агрегатів і систем ЛА.
До життєво важливих агрегатів (ЖВА) і систем апарата відносяться: паливна система, система управління, силова установка, прицільно-навігаційний комплекс. Бойова живучість ЛА ретельно відпрацьовується в мирний час, а проявляється тільки при веденні бойових дій. Вона ж в силу різного роду обставин часто приноситься в жертву льотним характеристикам ЛА і його корисному навантаженню.
У радянських/російських джерелах термін «Бойова живучість літака» вперше зустрічається в роботі М. І. Шаурова — начальника відділу НДІ ВПС ЧА — у 1939 році. Однак у радянському літакобудуванні аж до другої половини 1940-х років його зміст фактично зводився до захисту пілота (екіпажу) від вогню авіаційних кулеметів бронюванням і до протектування паливних баків..
| Тип літака                            | Винищувач | Винищувач-бомбардувальник | Штурмовик | Бомбардувальник |
| ------------------------------------- | --------- | ------------------------- | --------- | --------------- |
| Маса броні, % нормальної злітної маси | 1-2       | 3-5                       | 10-15     | 1,5-2,0         |

Бойова живучість розглядається в безпосередньому зв'язку з типом і характеристиками діючого на літальний апарат засобу ураження. БЖ характеризується вразливою площею при влучанні боєприпасу контактної дії і ймовірністю неураження ЛА в зоні дії боєприпасу з неконтактним детонатором. Бойова живучість стосовно до боєприпасу контактної дії визначається, в першу чергу, його калібром.

## Історія

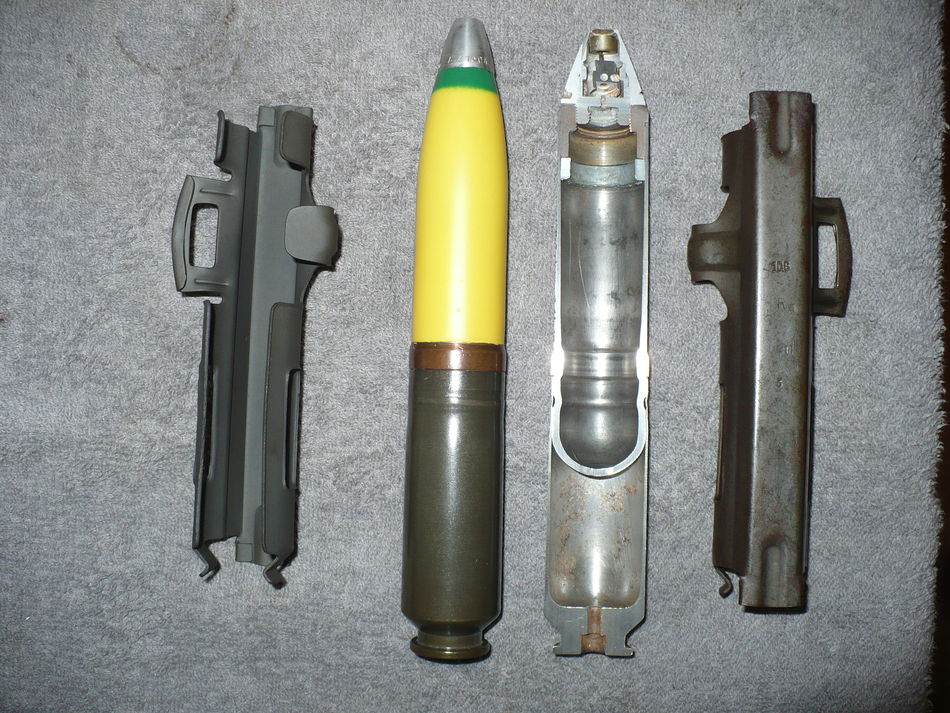
Німецький 30-мм набій і ланки до гармати MK 108. Показаний в розрізі набій з тонкостінним фугасним снарядом підвищеного наповнення, тип «М». Маса спорядження (HA-41) 85 г достатня для виведення з ладу одномісного суцільнометалевого винищувача при одиничному влучанні.

У період Другої світової війни бойова живучість радянських літаків (винищувачів, штурмовиків і бомбардувальників) забезпечувалася і була вирішена стосовно бронебійних куль зброї калібрів 7,62 — 7,92 мм. Використання противником інших калібрів озброєння (боєприпасів збільшеної потужності) цілком може зробити реалізований на ЛА комплекс захисних заходів неспроможним, що і спостерігалося неодноразово на практиці. Вимоги до захисту літаків від снарядів 20-мм гармати були виставлені ВПС вже після війни, в 1946 році.
Так поява на радянсько-німецькому фронті 20-мм фугасного снаряда до авіагармат MG FFM і MG 151/20 різко змінила ситуацію і вперше поставила питання про живучість конструкції літака. Літаки винищувачі дерев'яної і змішаної конструкції при ураженні 20 мм фугасним снарядом не мали конструктивної живучості, відбувалася втрата несної здатності і повне руйнування уражених елементів, і як результат, необхідне число влучень по одномісних винищувачах не перевищувало одного-двох. Іншими словами, при влучанні фугасного снаряда у кіль або крило, літак позбавлявся цих елементів. Наслідок — негайне припинення керованого польоту.
Слід зазначити, що німецькі ВПС, прийнявши в 1940 році на озброєння новий тип артилерійського боєприпасу — 20-мм фугасний снаряд «M» (нім. Minengeschoss), пізніше і 30 мм снаряд «M», і підтвердивши на практиці їх ефективність, до 1944 року розробили комплекс заходів з підвищення живучості конструкції літаків для цього виду впливу, запропонувавши заповнення відсіків обмеженого обсягу, найбільш схильних до руйнування фугасною дією, новим на той момент матеріалом — пінопластом Іпорка (нім. Iporka) з масовою щільністю 13 кг/м3, отриманими компанією I. G. Farbenindustrie.

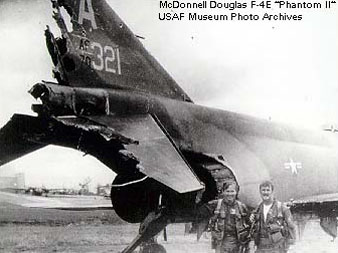
Бойові пошкодження хвостового оперення літака F-4E 366-го тактичного винищувального авіакрила вогнем дрібнокаліберної зенітної артилерії і авіаційної ракети «повітря-повітря». Виведені з ладу обидві гідросистеми, зірвано кермо, зруйновані: контейнер гальмівного парашута і половина задньої кромки стабілізатора, літак повернувся на базу.

У СРСР науково-практичний напрям «Бойова живучість літальних апаратів» як самостійна і цілісна дисципліна сформувався у другій половині 1960-х років.
На даний час живучість конструкції ЛА забезпечується застосуванням статично нездоланних силових схем фюзеляжу, крил тощо, спеціальним виконанням елементів силового набору і обшивки, а також застосуванням більш стійких (живучих) при пошкодженнях конструкційних матеріалів.

## Вимоги до ЛА по забезпеченню бойової живучості

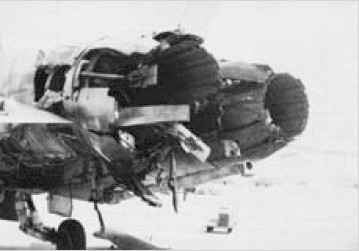
Результат влучання ракети ПЗРК «Стріла-2» в регульоване сопло лівого двигуна F/A-18 і підриву в жаровій трубі осколково-фугасної БЧ масою 1,15 кг. Літак повернувся на базу.

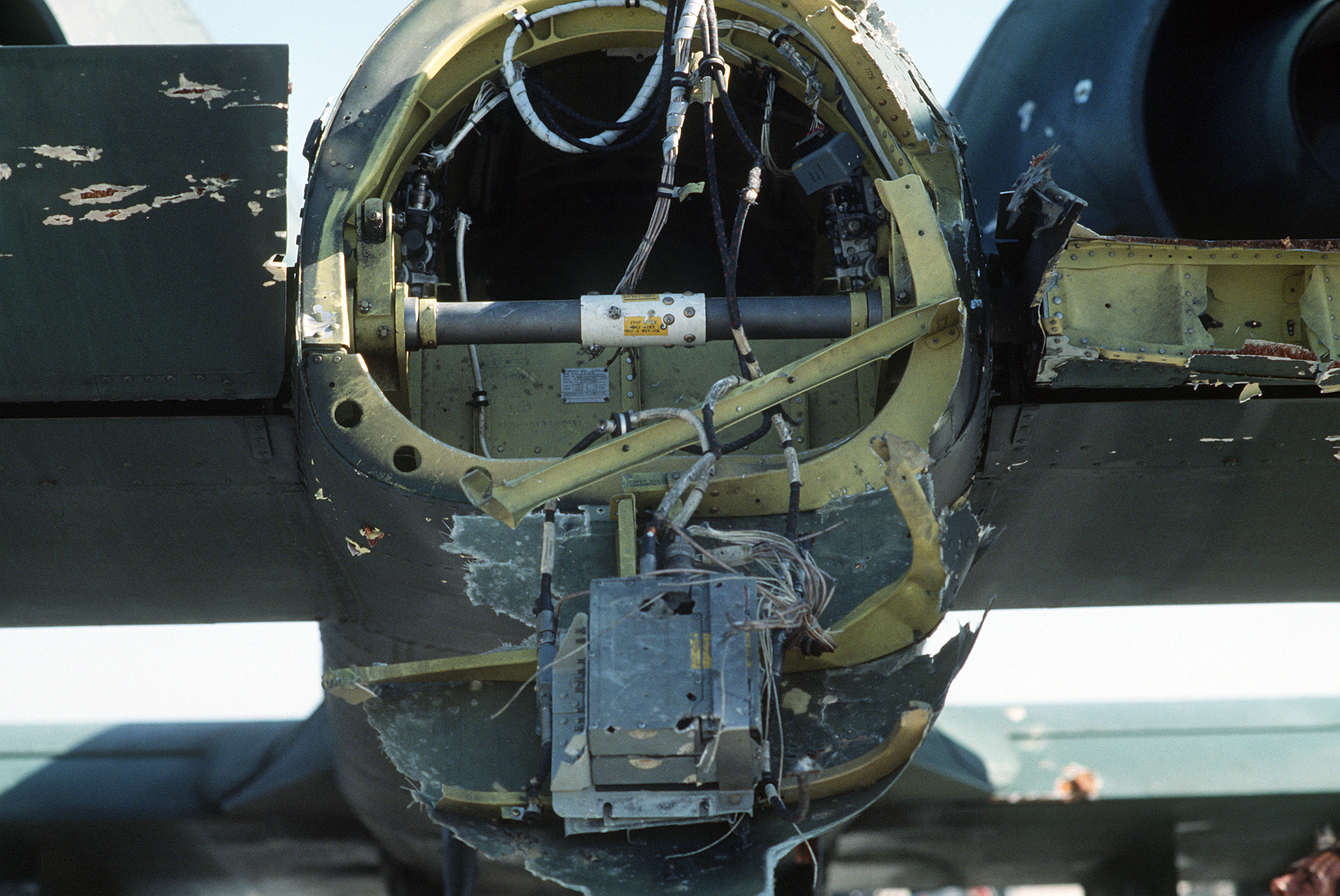
Сильні руйнування хвостової частини штурмовика A-10A в результаті неконтактного підриву бойової частини ракети ПЗРК «Ігла-1» в районі хвостового оперення. Пошкодження рулів стабілізатора, праве кермо зруйновано. Сліди осколкових уражень на гондолі правого двигуна і правій консолі крила. Літак відновлений. «Війна в затоці», 1991.

До основних вимог з бойової живучості ЛА, як правило, входять:
- необхідність наявності дводвигунної силової установки, особливо для літаків-штурмовиків та бойових вертольотів;
- здатність системи управління нормально функціонувати після влучання в її окремі елементи куль калібру 7,62 і 12,7 мм, а паливної системи ЛА — витримувати влучання осколків, 12,7-мм куль та дрібнокаліберних, калібром 20…23-мм осколково-фугасних запалювальних снарядів;
- необхідність захисту стінок паливних ємностей;
- необхідність захисту екіпажу ЛА.

Відповідно до Глави 10 Зводу законів США в рамках програм створення зразків озброєння і військової техніки повинні здійснюватися реалістичні випробування системи в цілому на бойову живучість.
Закон вимагає проведення натурних випробувань обстрілом тим боєприпасом, застосування якого по створюваній системі зброї реально в бойовій обстановці. Натурні випробування проводяться по системі, повністю спорядженій паливом, робочими рідинами і боєприпасами. Зокрема за вказаною схемою проведені випробування багатоцільових літаків-винищувачів F/A-18 і F-22.

## Бойова живучість інших типів літальних апаратів
В ракетній техніці, зокрема, при подоланні крилатими (КР) і протикорабельними (ПКР) ракетами засобів оборони об'єкта, говорять про їх бойову стійкість. Бойова стійкість забезпечується малими висотами польоту, складними траєкторіями польоту, мінімальною відбиваючою поверхнею конструкції виробу.